# رقیه حسن (روزنامه‌نگار)
رقیه حسن (عربی: رقية حسن؛ ۱۹۸۵ – سپتامبر ۲۰۱۵) روزنامه‌نگار و وبلاگ‌نویس اهل سوریه بود. تصور می‌شود او اولین زن روزنامه‌نگار اعدام شده توسط داعش است.